# 构造地质学
构造地质学（英語：Structural geology）是地质学的一门分支，主要是研究岩石的构造形态、空间分布和形成原因，从而揭示地壳运动的规律。其研究成果广泛应用于区域地质调查、资源勘探等领域。结构地质学的主要目标是使用当今岩石几何形状的测量数据揭示岩石中变形（形变）的历史信息，并最终理解导致观察到的应变和几何形状的应力场。 这种对应力场动力学的理解可以与地质历史上的重要事件联系起来; 一个共同的目标是了解由于板块构造所造成的区域性岩石变形模式（例如，造山运动，裂谷）的特定区域的结构演变。

## 使用和重要性
对地质构造的研究在经济地质学，石油地质学和采矿地质学中是至关重要的。 折叠和断层的岩石地层通常会形成圈闭，积聚和浓缩石油和天然气等流体。 类似的，断层和结构复杂的地区作为热液流体的渗透区是显着的，导致基底和贵金属矿床的集中区域。含有各种金属的矿物通常在结构复杂的地区占据断层和裂缝。 这些结构性断裂带和断层带通常与侵入性火成岩有关。 它们也经常发生在地质礁复合体和崩塌特征如古沉洞周围。 金，银，铜，铅，锌和其他金属的沉积物通常位于结构复杂的区域。
构造地质学是工程地质学的一个关键部分，涉及天然岩石的物理和力学性质。 结构性织物和诸如断层，褶皱，叶面和关节等缺陷是岩石的内部弱点，可能影响人类工程结构如水坝，道路切割，露天矿和地下矿或公路隧道的稳定性。
土力风险，包括地震风险，只能通过检查结构地质学和地貌学的组合进行调查。 此外，位于地下洞穴顶部的喀斯特地形景观区域，潜在的沉陷坑，或其他塌陷特征对于这些科学家来说特别重要。 另外，陡坡地区可能会发生崩塌或滑坡危险。